# Planet B-Boy
Planet B-Boy é um documentário de 2007 que se concentra na Battle of the Year de 2005. Foi dirigido pelo cineasta Benson Lee e filmado por Vasco Nunes, bem como lançado nos cinemas dos Estados Unidos apenas em 21 de março de 2008. O lançamento em DVD ocorreu na segunda metade do mesmo ano, já em 11 de novembro de 2008.